# ブリエンツァ
ブリエンツァ（イタリア語: Brienza）は、イタリア共和国バジリカータ州ポテンツァ県にある、人口約4,000人の基礎自治体（コムーネ）。

## 地理

### 位置・広がり

#### 隣接コムーネ
隣接するコムーネは以下の通り。括弧内のSAはサレルノ県（カンパニア州）所属を示す。
- アーテナ・ルカーナ (SA)
- マルシコ・ヌオーヴォ
- ポッラ (SA)
- サーラ・コンシリーナ (SA)
- サンタンジェロ・レ・フラッテ
- サッソ・ディ・カスタルダ
- サトリアーノ・ディ・ルカーニア

## 行政

### 分離集落
ブリエンツァには、以下の分離集落（フラツィオーネ）がある。
- Braide I, Braide II, Monte I, Monte II, Schiavi